# کوه‌های دیویس
کوه‌های دیویس (به انگلیسی: Davis Mountains) رشته کوهی است در غرب تگزاس در قاره آمریکای شمالی.
این کوهها بخشی از کوه‌های راکی جنوبی بوده و بلندترین قلهٔ آن قله لیورمور (۲۵۵۵ متر) نام دارد.
رصدخانه مکدونالد در این کوه‌ها قرار دارند.